# Wilhelm Heinrich Roscher

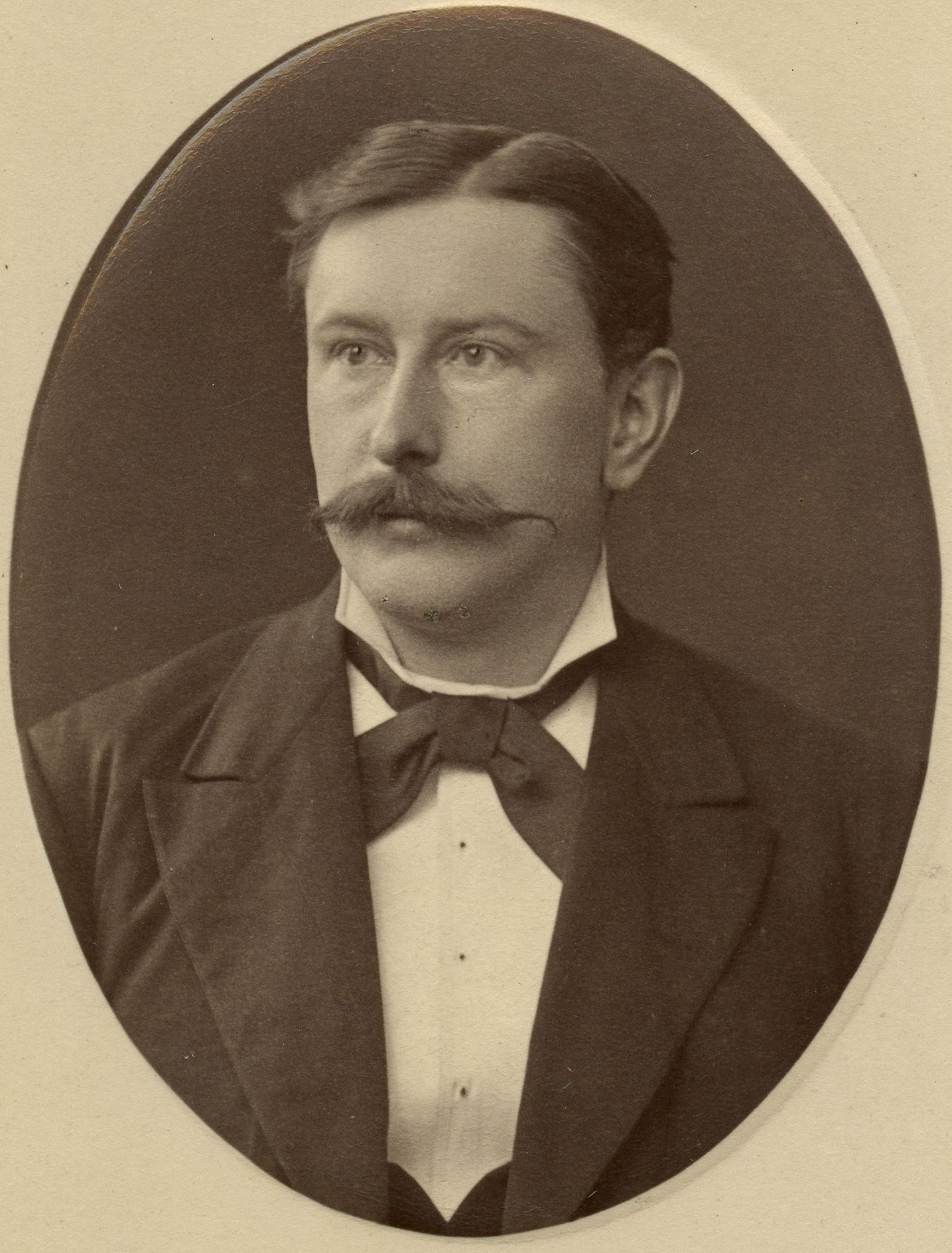
Wilhelm Heinrich Roscher (März 1882)

Wilhelm Heinrich Roscher (* 12. Februar 1845 in Göttingen; † 9. März 1923 in Dresden) war ein deutscher Klassischer Philologe und Gymnasiallehrer, der im Königreich Sachsen an den Gymnasien zu Bautzen, Meißen und Wurzen tätig war. Er forschte zeitlebens zur griechischen und römischen Mythologie und ist weiten Kreisen besonders als Herausgeber (ab 1884) des Ausführlichen Lexikons der griechischen und römischen Mythologie bekannt, das als Standardwerk gilt und nach seinem langjährigen Redakteur kurz „der Roscher“ benannt wird.

## Leben und Wirken
Wilhelm Heinrich Roscher war der Sohn des Nationalökonomen Wilhelm Roscher (1817–1894) und der Constanze Roscher geb. Neuendorff (1824–1914) geboren. Er studierte nach dem Besuch der Fürstenschule St. Afra in Meißen ab 1864 klassische Philologie in Göttingen und Leipzig und wurde 1868 bei Friedrich Ritschl mit der Dissertation De aspiratione vulgari apud Graecos promoviert. Während seiner Studienzeit in Leipzig gründete er mit Wilhelm Wisser, Richard Arnoldt und Friedrich Nietzsche den Klassisch-Philologischen Verein Leipzig, später im Naumburger Kartellverband, dem er auch nach seinem Studium als Alter Herr angehörte. Er wirkte ab 1869 als Gymnasiallehrer in Bautzen, ab 1871 an der Fürstenschule in Meißen und ab 1882 als Konrektor am Gymnasium in Wurzen; 1894 wurde er Rektor dieser Schule. Nach seiner Pensionierung 1905 zog Roscher nach Dresden. Studienreisen führten ihn 1869 nach Italien und 1873–74 nach Griechenland und Kleinasien. Weitere Studienreisen unternahm er in Frankreich, Dalmatien und Montenegro.
Ab 1884 gab Roscher das Ausführliche Lexikon der griechischen und römischen Mythologie heraus, das umfassendste Werk dieser Art, das sich zur Aufgabe gestellt hatte, die griechisch-römischen Mythen und Kulte unter Berücksichtigung der Monumente möglichst objektiv und vollständig darzustellen. Die Artikel zu dem Lexikon wurden überwiegend von im Schuldienst stehenden Altphilologen verfasst, hinzu kamen eine Reihe an Universitäten tätige Gelehrte.
Das Lexikon, häufig nur kurz als der Roscher zitiert, gilt noch heute als grundlegendes Werk; es besteht aus sechs Bänden, die zwischen 1884 und 1937 erschienen. Nach Roschers Tod 1923 wurde es von Konrat Ziegler herausgegeben. Ersetzt wurde es erst ab 1981 durch das Lexicon Iconographicum Mythologiae Classicae.
Roscher wurde am 2. Februar 1891 zum ordentlichen Mitglied der Sächsischen Akademie der Wissenschaften gewählt. Die Universität Athen verlieh ihm 1912 den Ehrendoktortitel.

## Familie
Roscher verheiratete sich am 20. April 1876 mit Eveline Koller (* 23. September 1855 in Versailles/Frankreich; † 6. März 1923 in Arnsdorf bei Dresden). Aus der Ehe stammen Kinder. Von diesen kennt man:
1. Tochter Marie Therese Roscher  (* 7. Juni 1877 in Meißen) ⚭ mit dem Leipziger Arzt  Arthur Sommervey († 1922)
2. Sohn Wilhelm Roscher (* 12. September 1879 in Meißen) Notar in Chemnitz, ⚭ 8. Juli 1920 in Chemnitz mit Hildegard Helene Breyer (* 12. April 1897 in Chemnitz)
3. Tochter Alice Roscher (* 12. Februar 1884 in Wurzen) ⚭ 15. Juni 1920 in Dresden mit dem Betriebswerkdirektor in Hannover-Kirchrode Wilhelm Saenger
4. Tochter Marguerite Roscher (* 5. Januar 1890 in Wurzen; † 1900 ebenda)

## Schriften
- De aspiratione vulgari apud Graecos. In: Georg Curtius (Hrsg.): Studien zur griechischen und lateinischen Grammatik. Heft 2, S. Hirzel, Leipzig 1868, S. 63–127 (Dissertation, Digitalisat).
- Studien zur vergleichenden Mythologie der Griechen und Römer. Bd. 1: Apollon und Mars, Leipzig 1873; Bd. 2: Juno und Hera, Leipzig 1875.
- Das tiefe Naturgefühl der Griechen und Römer. Meißen 1875.
- Hermes der Windgott.  Eine Vorarbeit zu einem Handbuch der griechischen Mythologie vom vergleichenden Standpunkt. Teubner, Leipzig 1878 (Digitalisat).
- Die Gorgonen und Verwandtes. Eine Vorarbeit zu einem Handbuch der griechischen Mythologie vom vergleichenden Standpunkt. Teubner, Leipzig 1879.
- Nektar und Ambrosia. Teubner, Leipzig 1883 (Digitalisat).
- Selene und Verwandtes. Teubner, Leipzig 1890, dazu Nachträge 1895.
- Das von Kynanthropie handelnde Fragment des Marcellus von Side. Leipzig 1896.
- Ephialtes. Eine pathologisch-mythologische Abhandlung über die Alpträume und Alpdämonen des klassischen Altertums. Teubner, Leipzig 1900.
- Die Sieben- und Neunzahl im Kultus und Mythus der Griechen. Teubner Leipzig 1904.
- Die Zahl 40 im Glauben, Brauch und Schrifttum der Semiten. Ein Beitrag zur vergleichenden Religionswissenschaft, Volkskunde und Zahlenmystik (= Abhandlungen der philologisch-historischen Klasse der Sächsischen Gesellschaft der Wissenschaften Bd. 17, 4). Teubner, Leipzig 1909 (Digitalisat).
- Die Zahl 50 in Mythus, Kultus, Epos und Taktik der Hellenen und anderer Völker, besonders der Semiten (= Abhandlungen der philologisch-historischen Klasse der Sächsischen Gesellschaft der Wissenschaften Bd. 33, 5). Leipzig 1917.